# Gobernación de Líbano Norte
Líbano Norte o gobernación de Líbano Norte (en árabe: الشمال) es una de las ocho gobernaciones del Líbano. Se encuentra en la costa del Mar Mediterráneo. Su capital es la ciudad de Trípoli.

## Demografía
Su territorio ocupa un área de 2024,8 kilómetros cuadrados. En la gobernación del Norte viven 927 655 personas. La densidad poblacional es de 458,14 habitantes por cada kilómetro cuadrado.

## Distritos
Como las demás gobernaciones de Líbano, está organizada por distritos o caza (قضاء), plural acziya (أقضية):
- Batrún (Batroun)
- Bisharri (Bisharri)
- Kura (Amiún)
- Miniyeh-Danniyeh (Miniyeh-Danniyeh)
- Trípoli (Trípoli)
- Zgharta (Zgharta/Ehden)

## Grupos religiosos
- Musulmanes suní 53.04%
- Cristianos 44.68%
- Musulmanes chií 2.27%
- Drusos 0.01%